# 20th Century Animation
Twentieth Century Animation (cách điệu: 20th Century Animation) là xưởng phim hoạt hình của 20th Century Studios, chuyên sản xuất những bộ phim hoạt hình có thời lượng dài.

## Lịch sử
Trước khi 20th Century Fox bắt đầu bộ phận hoạt hình của mình, Fox đã phát hành sáu bộ phim hoạt hình: Wizards, Raggedy Ann & Andy: A Musical Adventure (hai phim phát cùng năm 1977), Fire and Ice (1983), FernGully: The Last Rainforest, Once Upon A Forest và The Pagemaster.
Vào năm 1994, bộ phận bắt đầu với tên "Fox Family Films", thuộc sở hữu Twentieth Century Fox. Xưởng đã sản xuất một số phim hành động như:  Mighty Morphin Power Rangers: The Movie (1995), Dunston Checks In (1996), Home Alone 3 (1997) và Ever After (1998). Năm 1998, sau thành công của Anastasia, bộ phận được đổi tên thành "Fox Animation Studios", tập trung vào các bộ phim hoạt hình. Chris Meledandri vẫn là chủ tịch của bộ phận, được biết đến vào năm 1999 với tên gọi chính thức "20th Century Fox Animation".

## Phim

### Fox Family Films
- Mighty Morphin Power Rangers: The Movie (1995)
- Dunston Checks In (1996)
- Home Alone 3 (1997)
- Turbo: A Power Rangers Movie (1997)
- Ever After (1998), một bản chuyển thể Cinderella, là bộ phim hành động sống cuối cùng của bộ phận[4]

### Fox Animation Studios
- Anastasia (1997)
- Bartok the Magnificent (1999)
- Titan A.E. (2000)

### Blue Sky Studios
- Kỷ băng hà (2002)
- Robots (2005)
- Kỷ băng hà 2: Thời băng tan (2006)
- Horton Hears a Who! (2008)
- Kỷ băng hà 3: Khủng long thức giấc (2009)
- Rio (2011)
- Kỷ băng hà 4: Lục địa trôi dạt (2012)
- Epic (2013)
- Rio 2 (2014)
- Snoopy: The Peanuts Movie (2015)
- Kỷ băng hà: Trời sập (2016)
- Ferdinand (2017)
- Spies in Disguise (2019)[8]
- Nimona (2023)[9][10][11]

### Các phim khác
- Olive, the Other Reindeer (1999) (đồng sản xuất với DNA Productions, The Curiosity Company, và Fox Television Studios)
- Monkeybone[S] (2001) (đồng sản xuất với 1492 Pictures)[4][12]
- Kung Pow: Enter the Fist[S] (2002) (đồng sản xuất với O Entertainment)[12][13]
- The Simpsons Movie (2007) (đồng sản xuất với Gracie Films, Film Roman, và Rough Draft Feature Animation)
- Fantastic Mr. Fox (2009) (đồng sản xuất với Indian Paintbrush, Regency Enterprises, và American Empirical Pictures)[14][15]
- The Book of Life (2014) (đồng sản xuất với Reel FX)[16]
- The Call of the Wild[S] (2020) (đồng sản xuất với Technoprops và 3 Arts Entertainment)[17]
- Ron's Gone Wrong (2021) (đồng sản xuất với Locksmith Animation)[18]
- The Bob's Burgers Movie (2022)[19]
- Night at the Museum: Kahmunrah Rises Again (2022) (đồng sản xuất với 21 Laps Entertainment)

### Trong phát triển
- Untitled Family Guy bản người đóng/phim hoạt hình[S] (TBA)[20][21][22]

S Kết hợp Live-Action với Animation.